# Słupno
Słupno è un comune rurale polacco del distretto di Płock, nel voivodato della Masovia.
Ricopre una superficie di 74,71 km² e nel 2006 contava 5 397 abitanti.